# Ricken's 20 -WHO, YES & JAM- RECORD
『Ricken's 20 -WHO, YES & JAM- RECORD』（リッケンズ・トゥエンティ フー・イエス・アンド・ジャム レコード）はRicken'sのライブ・アルバム。

## 内容
20回目のワンマンライブをCD化。石田匠のThe Kaleidoscope、佐々木収のMOON CHILD時代の楽曲も披露。ただし、石田の作曲作品「Ah ha ha!」「オン・ザ・ロード」「おおきな木」の3曲は同時発売のライブDVD『Ricken's 20 -WHO, YES & JAM- MOVIE』のみの収録曲である。

## 収録曲
1. Dear My Friends
2. permanent vacation
3. She don't know me
4. Hungry mind
5. Calling〜旅路の果てで〜
6. girl friend
7. 80's pure
8. 桜涙
9. シャウト2006
10. SUNNY
11. ランブルフィッシュ
12. Massage
13. give me some mo'rock
14. 愛すべきひとよ - 原曲:The Kaleidoscope
15. ESCAPE - 原曲:MOON CHILD
16. One size fitz all
17. フルスロットル